# Formosia solomonicola
Formosia solomonicola là một loài ruồi trong họ Tachinidae.